# Aldo Leetoja
Aldo Leetoja (* 11. Februar 1988 in Rakvere) ist ein ehemaliger estnischer Nordischer Kombinierer.

## Karriere
Leetoja, dessen älterer Bruder Vaiko bis 2005 ebenfalls Nordischer Kombinierer war, startete 2006 bei der Nordic Youth Competition erstmals in einem internationalen Wettbewerb. Im finnischen Vörå belegte er Platz fünf im Einzelwettbewerb. Zu Ende der Saison 2006/07 trat er in Kuusamo erstmals im B-Weltcup der Nordischen Kombination an. Seine beste Platzierung war dort der 32. Platz im Massenstartwettbewerb. In der darauffolgenden Saison ging er internationale nur bei der Juniorenweltmeisterschaft in Zakopane an den Start. Dort belegte er den 31. Platz im Einzelwettbewerb. In der Saison 2008/09 startete er regelmäßig im Continental-Cup. Seine beste Platzierung erreichte der Schüler der Lappländische Berufsschule von Rovaniemi in Park City mit Platz 21. Seinen ersten Weltcupstart hatte Leetoja im Februar 2009 in Klingenthal, wo er den 38. Platz belegen konnte. Anschließend wurde der junge Athlet für die die Nordische Skiweltmeisterschaft 2009 in Liberec nominiert. Im Massenstartwettbewerb konnte er sich nach Platz 46 im Langlauf noch auf den 31. Platz vorarbeiten. Dass Leetojas Stärken vor allem im Skisprung liegen bewies er im Einzelwettbewerb von der Normalschanze, als ihm der zweitweiteste Sprung gelang. Aufgrund von Problemen bei der Landung musste er Abzüge bei den Haltungsnoten in Kauf nehmen und belegte nach dem Springen den elften Platz. Im abschließenden Langlauf musste er einige Konkurrenten vorbeiziehen lassen und belegte am Ende den 22. Platz. Auch im Teamwettbewerb wusste er von der Schanze zu überzeugen und schaffte den zweitweitesten Sprung in der letzten Gruppe. Am Ende belegte das estnische Team den neunten Platz. Von der Großschanze verpatzte Leetoja jedoch seinen Sprung und wurde nur den 45. Nach der Weltmeisterschaft startete Leetoja im Continental-Cup in Rovaniemi. Nach dem Springen belegte er gemeinsam mit dem Deutschen Sebastian Reuschel den zweiten Platz. Gemeinsam gelang es ihnen den führenden Österreicher Johannes Weiss hinter sich zu lassen. Im Schlusssprint sicherte sich Reuschel den Sieg und Leetoja gelang seine erste Podiumsplatzierung im Continental-Cup. Zum Auftakt der Saison 2009/10 überrasche Leetoja im Weltcup erneut in der ersten Teildisziplin und belegte gemeinsam mit seinem Landsmann Kaarel Nurmsalu den zehnten Platz nach dem Springen. Jedoch gelang es ihm erneut nicht, diese gute Ausgangsposition zu nutzen, und er verpasste als 34. seine ersten Weltcup-Punkte. Am nächsten Tag konnte er sein Resultat im Skispringen sogar noch verbessern und gewann den Sprunglauf vor Eric Frenzel und Jason Lamy Chappuis. Nachdem er zu Beginn des Langlaufs versucht hatte, das Tempo der beiden mitzugehen, musste er jedoch wie schon am Vortag einen Großteil des Starterfeldes an sich vorbeiziehen lassen und belegte am Ende mit der 49. Laufzeit von 52 Startern den 33. Platz.